# Fridtjof Backer-Grøndahl
Fridtjof Backer-Grøndahl, född 15 oktober 1885, död 21 juni 1959, var en norsk pianist och tonsättare. Han var son till Olaus Andreas Grøndahl och Agathe Backer Grøndahl.
Han var elev till bland andra sin mor, vid musikhögskolan i Berlin, till Ernst von Dohnányi, Robert Kahn och Philipp Scharwenka. Backer-Grøndahl, som debuterade som pianist i Kristiania 1903 och företog konsertresor runt om i Europa, var en driven tekniker med utmärkt rytmicitet och var särskilt framstående som Griegspelare. Han var senare bosatt i London.